# قتيبة الجنابي
قتيبة الجنابي مخرج ومنتج ومصور سينمائي عراقي يعيش في بريطانيا. وُلِدَ في بغداد، وقد قام بتصوير فيلم أرض الخراب: بين لندن وبغداد والحائز على جائزة عام 2010، وفيلم الرحيل من بغداد. وهو عضو في الجمعية المجرية (الهنغارية) للسينمائيين.

## النشأة
وُلِدَ قتيبة في بغداد. وقد درس التصوير الصحفي في بودابست، المجر. كانت أطروحة شهادة الدبلوم الخاصة به حول مخيمات اللاجئين الفلسطينيين في لبنان. التحق قتيبة بأكاديمية بودابست للدراما والسينما، ليُصبح مصوراً سينمائياً مؤهلا. وقد كان تحت إشراف لايوس كولتاي المصور السينمائي الذي تم ترشيحه لجائزة الأوسكار معرّفاً «الأسلوب المجريّ» في الإضاءة والإنتاج. عمل قتيبة في صناعة الأفلام والتلفزيون المجرية وأكمل شهادة الدكتوراه في عِلم الجمال وتاريخ السينما العربية في جامعة يوتفوس لوراند قبل انتقاله إلى لندن. عمل قتيبة كمصور سينمائي في مختلف الأفلام، وقد أنتج وأخرجَ عدة برامج لقناة MBC وأنتج وأخرج أفلاماً قصيرة ووثائقيات. وانتقل بعدها إلى كتابة السيناريو وإنتاج الأفلام الروائية.
كان فيلم الرحيل من بغداد هو فيلمه الروائي الأول. تم إنتاج الفيلم بشكلٍ منفصل وحصل على جوائز عدة وتم عرضه في المهرجانات والعروض؛ حيث وضعه كل من مهرجان ريندانس السينمائي [الإنجليزية] وجمعية الأفلام البريطانية ومهرجان الخليج السينمائي والمهرجانات في كلٍ من غنت وموناكو والسويد وتايلاند وفيجي وإسبانيا وألمانيا وإيران في برامجهم ليتم عرضه.
المواضيع الرئيسية في أعمال الجنابي هي النزوح والاغتراب والمنفى.
تم نشر أفلام الجنابي الأولى على قرص فيديو رقمي "DVD" تحت عنوان قصص العابرين. أيضاً، تم نشر أعماله الفوتوغرافية على نطاقٍ واسع وتم عرضها في مجلة فوتو "Foto" المجرية والمجلة البريطانية للتصوير الفوتوغرافي ومجلة بلاك آند وايت "Black and White". أنتج الجنابي أيضاً مجموعتين من أعماله الفوتوغرافية في كتابه المسمى بعيداً عن بغداد والكتاب الآخر المسمى أضواء أجنبية.

## السيرة السينمائية
حصد الجنابي العديد من الجوائز والترشيحات وهي:
جائزة جوائز السينما المستقلة البريطانية "BIFAs) "the British Independent Film Awards)، ومرشح السينما من أجل السلام والفائز بجائزة مهرجان الخليج السينمائي والفائز بجائزة مهرجان موناكو السينمائي...إلخ.
- الفيلم الروائي الرحيل من بغداد (2010) مخرج/ كاتب – فائز بجائزة BIFAs ومرشح السينما من أجل السلام وفائز بجائزة مهرجان الخليج السينمائي وجائزة مهرجان موناكو السينمائي...إلخ.[3]
- أرض الخراب: بين لندن وبغداد (1998).[4]
- شيخ إنجليزي ورجل يمني (2000).
- جيان (2002) مصور سينمائي.[5]
- حياة ساكنة (فيلم قصير).
- القطار (فيلم قصير).
- الرجل الذي لا يعرف السكون (فيلم سيرة ذاتية).
- عكس الضوء (فيلم سيرة ذاتية).
- الأرض الحرام (فيلم قصير).
- مراسل بغدادي (وثائقي).
- سبعة أيام مع الغجر (فيلم).
- لعبة الحسية (فيلم روائي).
- شتاء الحب (فيلم روائي).

## الجوائز
- جائزة ريندانس "Raindance" في حفل جوائز الافلام المستقلة البريطانية الرابع عشر (BIFAs).[6]
- جائزة أفضل تصوير سينمائي في المهرجان التجاري المجري السابع عشر.
- جائزة أفضل تصوير سينمائي لمهرجان الفيلم العربي لسنة 1999.
- الجائزة الأولى في مهرجان الخليج السينمائي.[7][8]
- جائزة خاصة في مهرجان موناكو الخيري للسينما.

## روابط خارجية
- قتيبة الجنابي على موقع IMDb (الإنجليزية)
- قتيبة الجنابي على موقع ألو سيني (الفرنسية)
- قتيبة الجنابي على موقع أول موفي (الإنجليزية)
- قتيبة الجنابي على موقع كينوبويسك (الروسية)